# Emmerich Freiherr von Godin
Basil Emmerich Reinhard Freiherr von Godin (* 13. September 1881 in Hohenaschau im Chiemgau; † 22. November 1934 in Berlin) war ein bayerischer Major und Ritter des Militär-Max-Joseph-Ordens.

## Leben

### Herkunft und frühere Jahre
Godin war das zweite von vier Kindern und der älteste Sohn des bayerischen Kämmerers und Majors Reinhard Freiherr von Godin (1851–1925) und seiner Ehefrau Marie, geborene Bals (1856–1925). Die Mutter stammte aus einem moldauischen Bojarengeschlecht. Der mütterliche Großvater Panajot Bals war zeitweise Finanzminister der Moldau gewesen, während die mütterliche Großmutter Roxandra eine Fürstin Cantacuzene aus dem Haus Pashcani war. Godins jüngster Bruder Michael machte Karriere im Polizeidienst. Er wurde vor allem dafür bekannt, dass er jene Münchener Truppen der Bayerischen Landespolizei kommandierte, die am 9. November 1923 den Hitler-Putsch in München gewaltsam niederschlugen.
In seiner Jugend wurde Godin zur Erziehung in die Pagerie in München gegeben. Sein Abitur legte er im Jahr 1900 am Wilhelmsgymnasium München ab. Am 14. Juli 1900 trat er als Fähnrich in das Infanterie-Leib-Regiment der Bayerischen Armee ein.
Mitte Mai 1902 avancierte er zum Leutnant und Kammerjunker. 1906/07 ließ er sich auf ein Jahr beurlauben. Anfang März 1911 folgte die Beförderung zum Oberleutnant. Ab Oktober 1912 absolvierte er die Kriegsakademie in München.

### Erster Weltkrieg
Godin musste seine Studien an der Kriegsakademie mit Ablauf des zweiten Lehrgangs aufgrund des Ersten Weltkriegs im Sommer 1914 abbrechen. Er kehrte anlässlich der allgemeinen Mobilmachung zu seinem Regiment zurück und nahm nach Beginn der Feindseligkeiten als Führer der 11. Kompanie an den Kämpfen an der Westfront teil. Bei Herleville wurde er am 25. September 1914 als Kompanieführer schwer am Gesäß verwundet. Am 17. Dezember 1914 folgte seine Beförderung zum Hauptmann.
Nach Stellungskämpfen an der Somme wurde Godin mit seinem Regiment im Mai 1915 nach Südtirol verlegt, um als Teil des neugeschaffenen Deutschen Alpenkorps gegen die Italiener eingesetzt zu werden. Im Oktober 1915 machte es den Serbienfeldzug und den Aufmarsch an der griechischen Grenze mit, bevor das Regiment wieder an die Westfront kam. Hier war Godin in die Stellungskämpfe in der Champagne und vor Verdun eingebunden. Für sein entschlossenes Wirken beim Kampf um das Fort de Souville wurde ihm als Führer des I. Bataillons mit Wirkung vom 11. Juli 1916 das Ritterkreuz des Militär-Max-Joseph-Ordens verliehen.
Mitte April 1917 trat Godin als Generalstabsoffizier zur 2. Infanterie-Division über, war von Ende September 1917 bis Anfang Februar 1918 dem Armeeoberkommando 5 zugeteilt und kam anschließend zum Armeeoberkommando 19. Am 14. Juni 1918 kehrte mit der Ernennung zum Kommandeur des III. Bataillons wieder zum Infanterie-Leib-Regiment zurück und fungierte zeitweise auch als stellvertretender Regimentskommandeur.

#### Godins Rolle bei der Verleihung des Eisernen Kreuzes I. Klasse an Adolf Hitler
Vom 26. Juli bis zum 4. August 1918 war Godin kurzzeitig mit der Führung des Reserve-Infanterie-Regiments Nr. 16 beauftragt. Zu den Angehörigen dieses Regiments gehörte seit 1914 auch Adolf Hitler, der Dienst als Meldegänger versah.
Durch einen Antrag, den er als stellvertretender Regimentskommandeur am 31. Juli 1918 an den Kommandeur der 12. Infanteriebrigade richtete, schlug Godin Hitler zur Verleihung des Eisernen Kreuzes I. Klasse vor. In diesem Antrag schrieb er:

„Gefreiter (Kriegsfreiwilliger) Adolf Hitler, 3. Komp.
Hitler ist seit Ausmarsch beim Regiment und hat sich in allen mitgemachten Gefechten glänzend bewährt. Als Meldegänger leistete er sowohl im Stellungskrieg als auch im Bewegungskrieg Vorbildliches an Kaltblütigkeit und Schneid und war stets freiwillig bereit, Meldungen in schwierigsten Lagen unter größter Lebensgefahr durchzubringen. Nach Abreißen aller Verbindungen in schwierigen Gefechtslagen war es der unermüdlichen und opferbereiten Tätigkeiten des Hitler zu verdanken, daß wichtige Meldungen trotz aller Schwierigkeiten durchdringen konnten.
Hitler erhielt das E.K. II für tapferes Verhalten in der Schlacht bei Wytschaete am 2. Dezember 1914.
Ich halte Hitler für vollends würdig zur Auszeichnung mit dem E.K. I.
I.V.:
Frhr. v. Godin“

Der Antrag wurde schließlich genehmigt und Hitler am 4. August 1918 mit dem Eisernen Kreuz I. Klasse ausgezeichnet. Dieser Orden wurde nur selten an Mannschaftsdienstgrade verliehen, wenngleich eine Vergabe an Mannschaftssoldaten in der letzten Kriegsphase keine Ungewöhnlichkeit mehr darstellte.
Der Erhalt des Eisernen Kreuzes I. Klasse erwies sich in den folgenden Jahren sozusagen als materieller Beleg dafür, dass Hitler im Krieg mutig gekämpft hatte, was ihn in den Augen der meisten Angehörigen der politischen Rechten dazu berechtigte, eine führende politische Rolle einzunehmen. Dementsprechend erinnerte Hitler in der Anfangszeit seiner Karriere auch auf Propagandaplakaten für seine Versammlungsreden häufig daran, dass er vier Jahre im Krieg gekämpft und mit dem Eisernen Kreuz I. Klasse ausgezeichnet worden war.
Beim misslungenen Hitlerputsch im November 1923 wurde Hitlers Karriere allerdings beinahe von Godins jüngerem Bruder Michael von Godin beendet. Dazu kam es folgendermaßen:
Als Offizier der Bayerischen Landespolizei leitete Michael von Godin am 9. November 1923 in München die Niederschlagung des Hitler-Putsches. Michael von Godin fungierte an diesem Tag Kommandeur jener Landespolizei-Abteilung, die dem von Hitler angeführten Demonstrationszug der Putschisten vom Bürgerbräukeller zur Feldherrnhalle – mit dem die Umstürzler die Bevölkerung und die Sicherheitskräfte der Stadt auf ihre Seite ziehen wollten – am Münchener Odeonsplatz den Weg versperrte und schließlich das Feuer auf die Putschisten eröffnete.
Als Folge des dabei entstehenden Schusswechsels kamen vier Polizisten und vierzehn Putschisten ums Leben. Hitler selbst entging nur knapp einer tödlichen Polizeikugel, während der direkt neben ihm laufende Max Erwin von Scheubner-Richter tödlich getroffen wurde. Der Zug der Putschisten wurde aufgelöst bzw. stob auseinander, und das Putschunternehmen wurde durch die von Michael von Godin kommandierten Polizeikräfte faktisch beendet.
Nach der Niederschlagung des Putsches wurde Hitlers Partei aufgelöst und für zwei Jahre verboten. Hitler selbst als Hochverräter in Haft genommen und mit ungewöhnlicher Großzügigkeit behandelt. Nach kurzer Haft wurde er aus der Festung Landsberg entlassen und durfte sich wieder politisch betätigen.

### Nachkriegszeit
Nach Kriegsende und Demobilisierung wurde Godin 1919 mit dem Charakter als Major aus dem Militärdienst verabschiedet. Er schloss sich daraufhin 1920 dem Freikorps Epp an und nahm an der Niederschlagung des Ruhraufstandes teil.
Später verbrachte er einige Zeit in Rumänien, um sich auf die Bewirtschaftung des angestammten Besitzes der mütterlichen Familie vorzubereiten. Da sich dies zerschlug, nahm Godin 1923 eine Tätigkeit bei der Dresdner Bank in Berlin und ab 1926 bei der Allianz Versicherung auf. In seinen letzten Lebensjahren konnte er aufgrund von politischen Schwierigkeiten durch die NSDAP keine Arbeit mehr finden.
Im November 1933 stattete Godin Hitler in Berlin einen Besuch ab, bei dem er diesem das Original des Antrages auf Verleihung des Eisernen Kreuzes I. Klasse, den er im Juli 1918 zu seinen Gunsten eingereicht hatte, übergab. Das Treffen soll in unterkühlter Atmosphäre abgelaufen sein.
Am Nachmittag des 22. November 1934 wurde Godin auf einer Bank im Berliner Bellevuepark mit einem Revolver in der Hand erschossen aufgefunden. Die Todesumstände haben immer wieder Anlass zu Spekulationen gegeben, ob es sich um Suizid oder einen getarnten Mord handelte.

## Archivische Überlieferung
Godins Militärpersonalakte hat sich in der Abteilung Kriegsarchiv des Bayerischen Hauptstaatsarchivs erhalten.

### Familie
Godin hatte sich am 2. April 1921 mit Elisabeth, geschiedene von Lamezan, geborene Freiin von Bonnet zu Meautry (* 1886) verheiratet. Die Ehe blieb kinderlos.